# Paul Bontemps
Paul Bontemps (16. november 1902 i Paris – 25. april 1981 i Sèvres) var en fransk atlet som deltog i de olympiske lege 1924 i Paris.
Bontemps vandt en bronzemedalje under OL 1924 i Paris. Han kom på en tredje plads på 3000 meter forhindringsløb efter Ville Ritola og Elias Katz begge fra Finland.